# Proces tegen Jezus

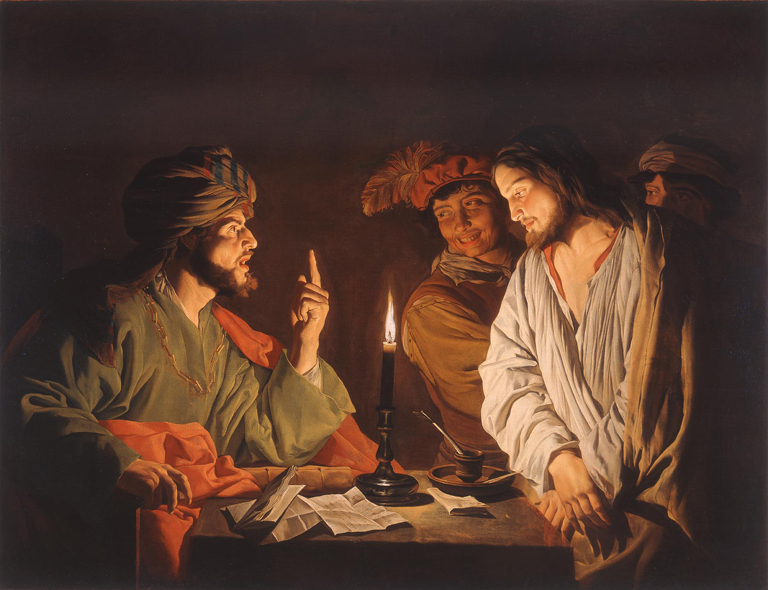
Matthias Stom: Christus bij Kajafas (ca. 1630)

Het proces tegen Jezus of verhoor van Jezus  is een centrale gebeurtenis in het christendom en vormt een onderdeel van de passie van Jezus. Het verhaal vindt plaats kort na het laatste avondmaal dat Jezus hield met zijn apostelen en de arrestatie van Jezus. Het proces tegen Jezus ging volgens het Nieuwe Testament over de vraag of hij de messias (Latijn: christus) was, dan wel de "Zoon van God". Hij werd veroordeeld tot de doodstraf, eerst door het Sanhedrin en daarna de Romeinse prefect Pontius Pilatus.
De verloochening van Petrus vond plaats tijdens het proces tegen Jezus. Het verhaal over het proces wordt gevolgd door de verhalen over de kruisweg en de dood en herrijzenis van Christus.
Zoals geldt voor alle verhalen over Jezus wordt er een verschil gemaakt tussen de religieuze betekenis in het christendom en in historische zin. De eerste betekenis wordt vooral bepaald in de theologie. De historische interpretratie valt binnen de zoektocht naar de historische Jezus, door historici die gebruik maken van de historisch-kritische methode. Daarin is de consensus dat naar alle waarschijnlijkheid Pilatus Kajafas' aanklacht ontving, Jezus liet geselen en hem kort ondervroeg. Toen de antwoorden niet bevredigend waren, stuurde hij hem naar het kruis zonder er verder over te hoeven nadenken.

### Proces bij Kajafas of Annas

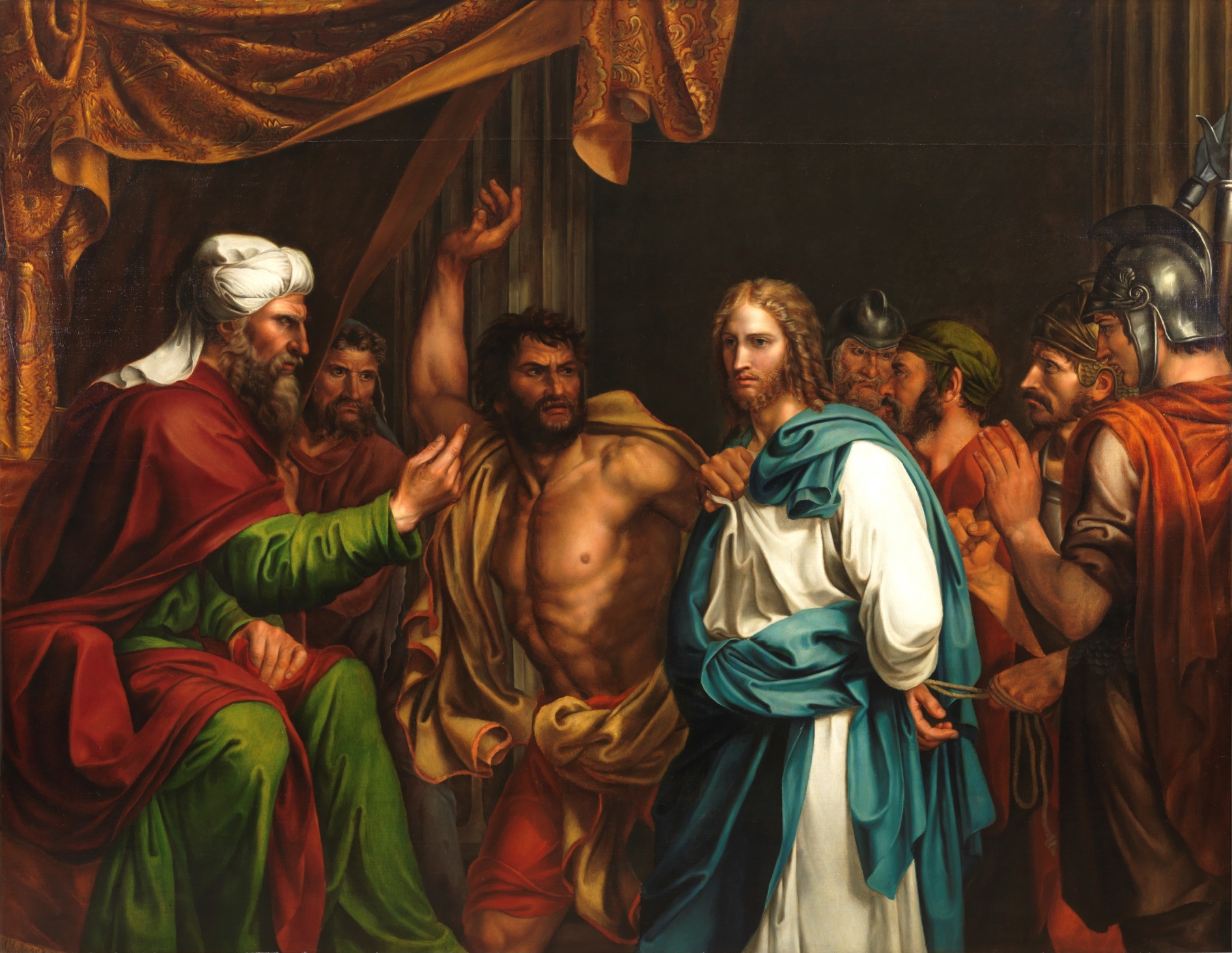
Jezus in het huis van Annas - (Madrazo 1803)

### Jezus versus Barabbas

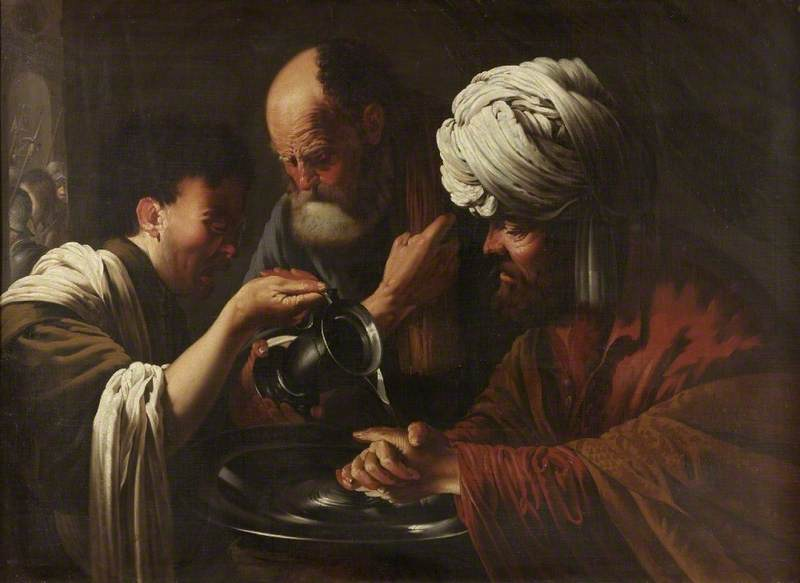
Pilatus waste zijn handen in onschuld volgens Matteüs 27:24 (Hendrick ter Brugghen ca. 1620).

## In de kunst

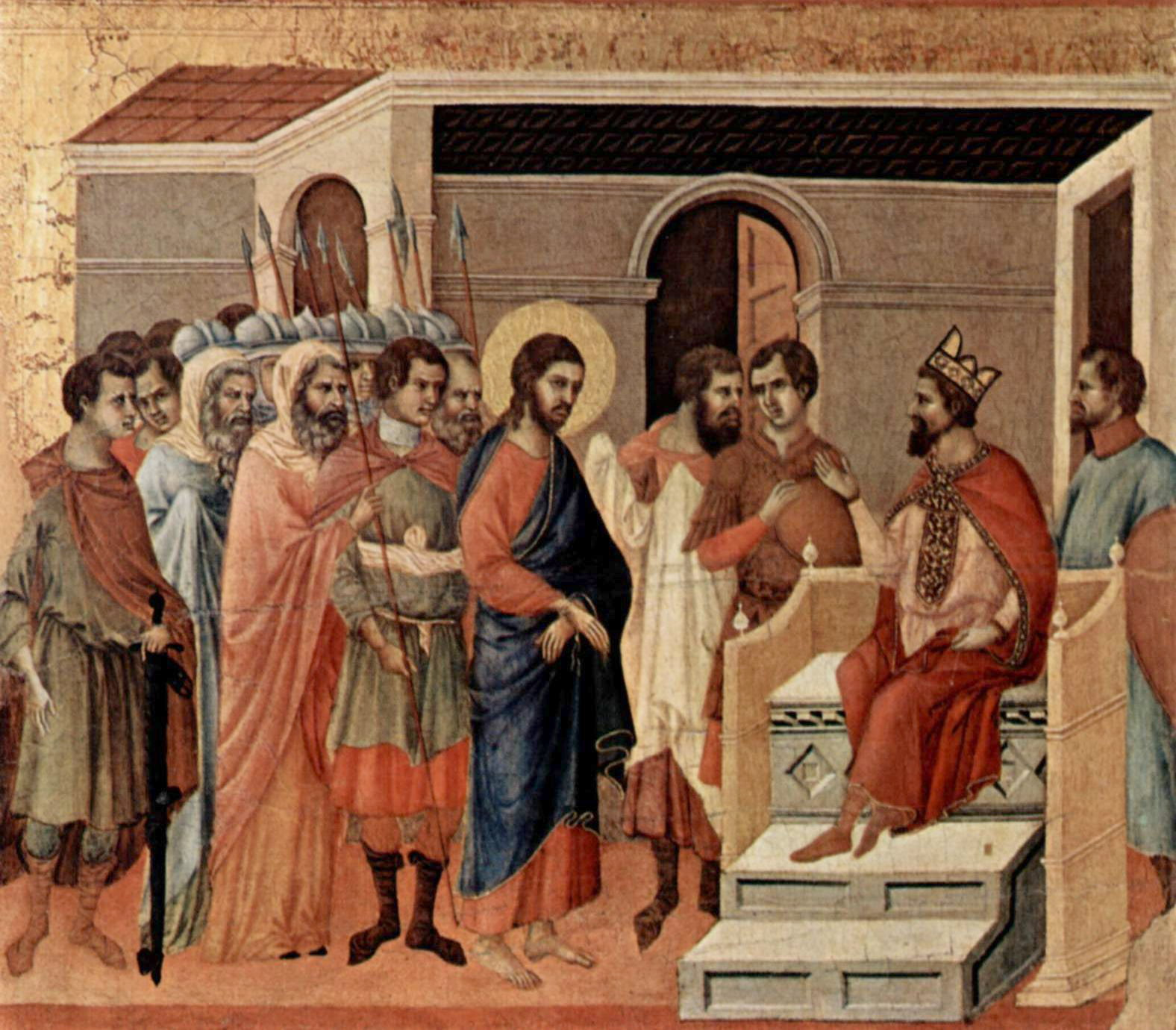
Jezus voor Herodes Antipas, Duccio (1310).
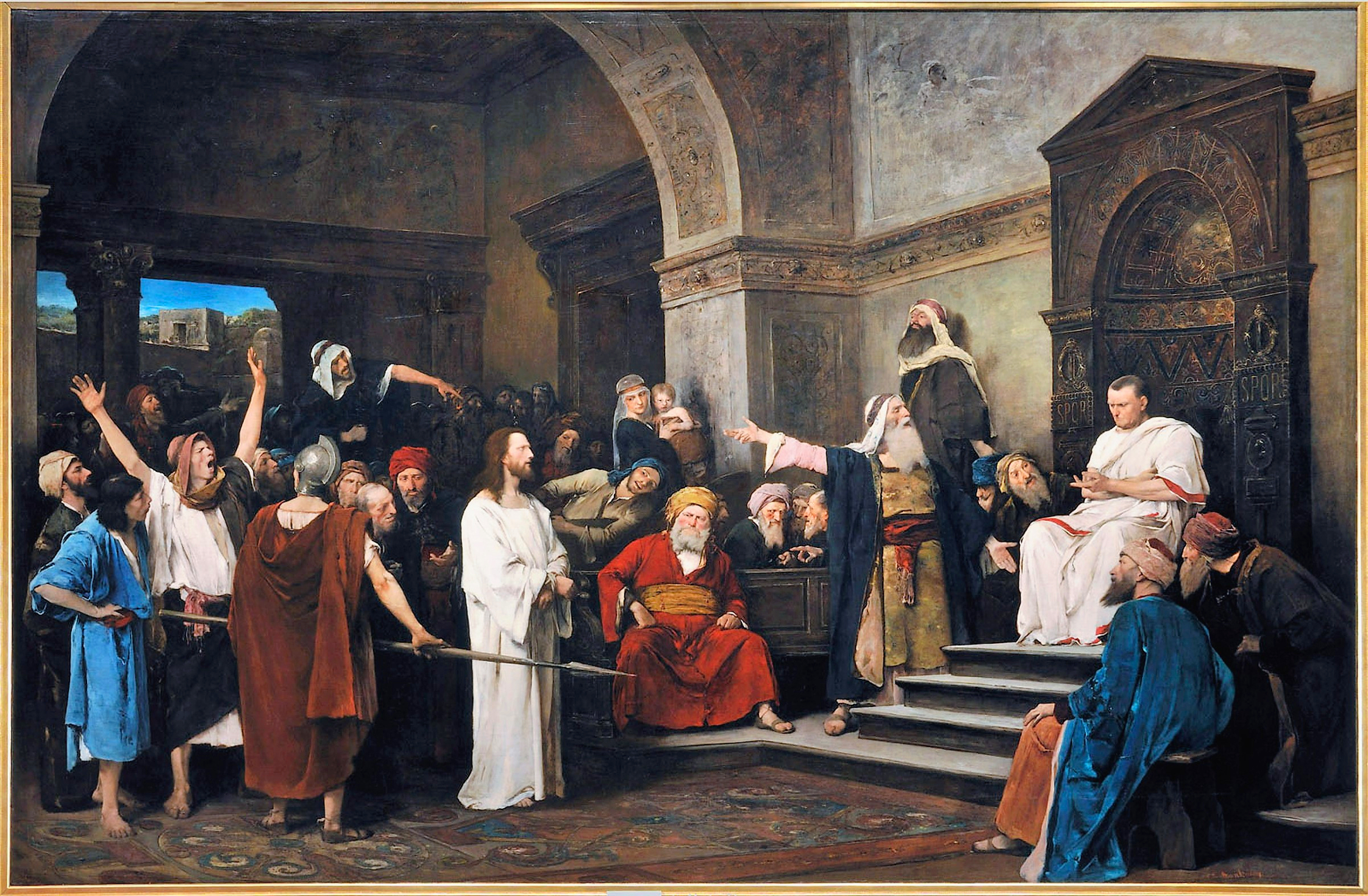
Jezus voor Pilatus, Munkácsy (1881).
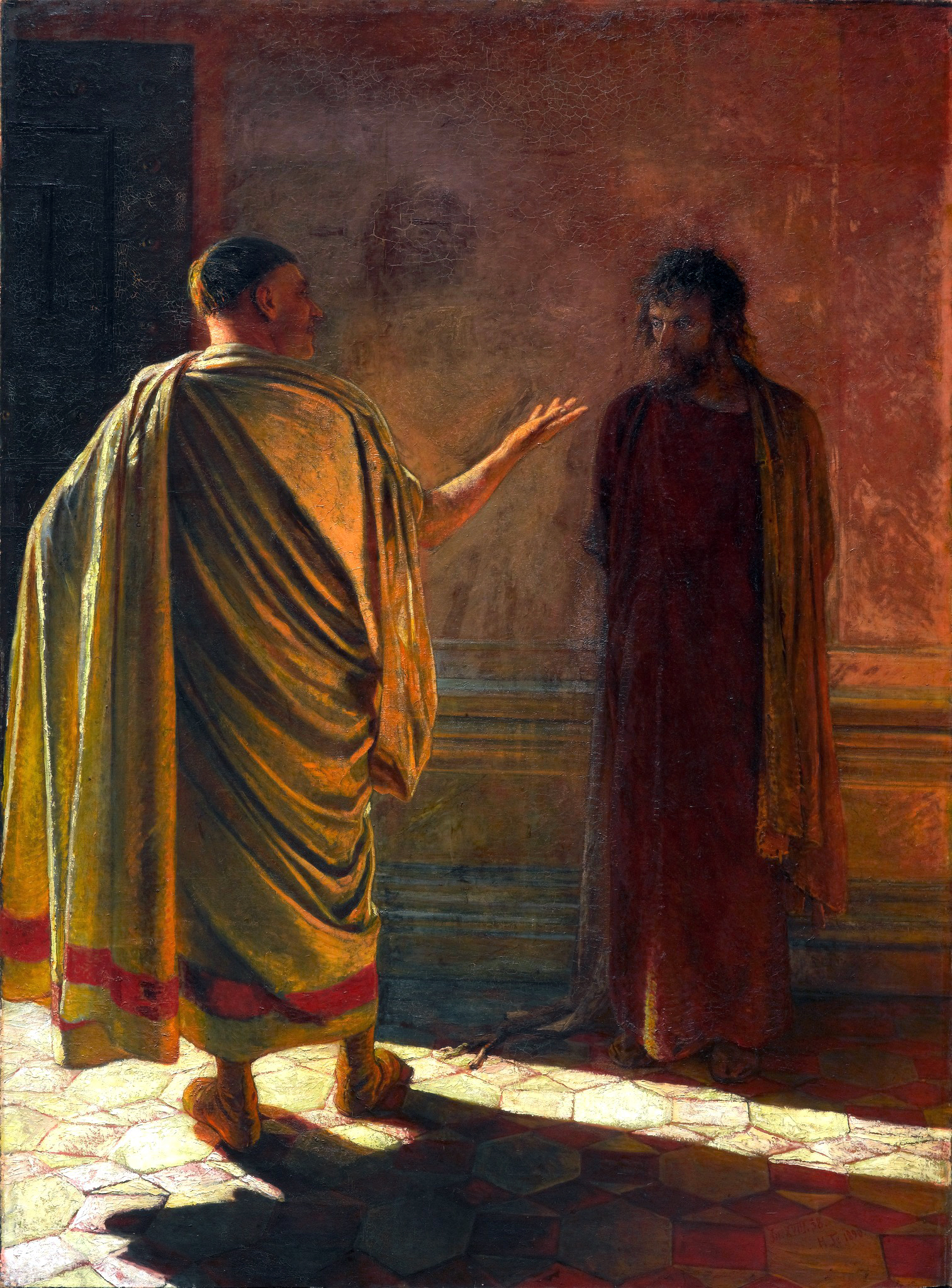
Pilatus vraagt Jezus: 'Wat is waarheid?' Nikolaj Ge (1890).
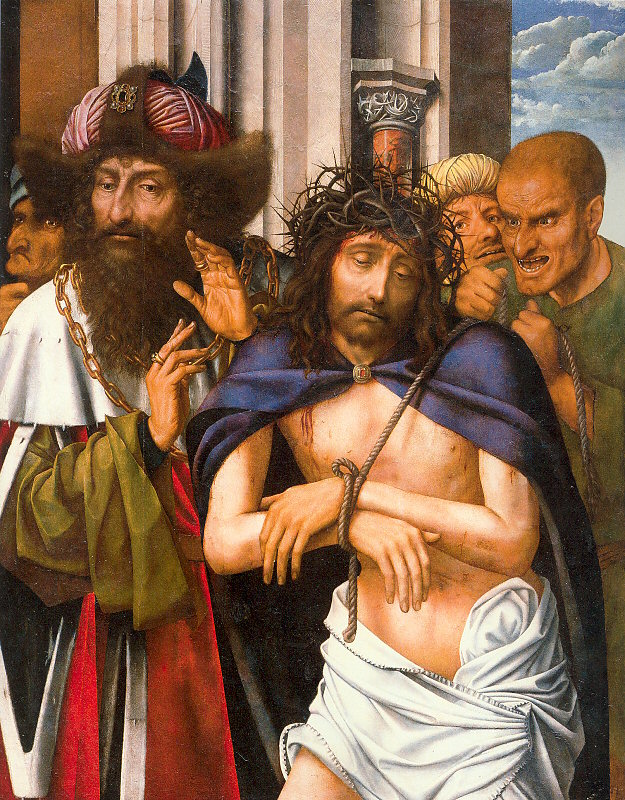
Ecce Homo, door Quinten Matsijs in het Dogepaleis (Venetië) (1520).